# (5494) Johanmohr
(5494) Johanmohr es un asteroide perteneciente al cinturón de asteroides descubierto el 19 de octubre de 1933 por Karl Wilhelm Reinmuth desde el Observatorio de Heidelberg-Königstuhl, Alemania.

## Designación y nombre
Designado provisionalmente como 1933 UM1. Fue nombrado Johanmohr en honor al astrónomo germano-holandés Johan Maurits Mohr, que realizó varias observaciones meteorológicas y astronómicas exitosas desde su observatorio privado en Molenvliet, Batavia, Indias Orientales Neerlandesas. Las observaciones incluyeron algunos de los tránsitos de Venus en 1761 y 1769.

## Características orbitales
Johanmohr está situado a una distancia media del Sol de 2,850 ua, pudiendo alejarse hasta 3,071 ua y acercarse hasta 2,629 ua. Su excentricidad es 0,077 y la inclinación orbital 1,142 grados. Emplea 1757,92 días en completar una órbita alrededor del Sol.

## Características físicas
La magnitud absoluta de Johanmohr es 12,7. Tiene 8,9 km de diámetro y su albedo se estima en 0,245. 